# Стари надгробни споменици у Кривој Реци
Стари надгробни споменици у Кривој Реци (Општина Горњи Милановац) представљају извор података за проучавање генезе становништва насеља.

## Крива Река
Атар села Крива Река простире се у северном делу општине Горњи Милановац, са обе стране истоименог водотока. Крива Река се граничи са селима Врнчани, Накучани, Шилопај, Давидовица, Рељинци, Угриновци, Бољковци и Ручићи. Има два засеока: Жуту Бару и Голубац. 
Поред малобројног староседелачког, становништво села од Првог српског устанка чине досељеници из околине Сјенице. Сеоска слава је недеља пред Тројице.
Према легенди, овде се налази црква у којој је сахрањен Деспот Ђурађ Бранковић 1456. године.

### Сеоско гробље
У Кривој Реци постоји једно сеоско гробље, које величином сведочи о знатнијем броју становника у прошлости, када је кроз село је пролазила пруга уског колосека Београд-Чачак. Укидањем пруге 1974. године село је изгубило на значају, а становништво почело да се осипа.
Најстарији надгробници потичу из прве половине 19. века. Посебно се истиче стилизован мотив "насмејаног човека" који је на овом гробљу присутан у неколико варијанти. Надгробници из друге половине 19. и с почетка 20. века углавном понављају уобичајене форме. Споменици су у највећем броју клесани од крупнозрног камена слабијег квалитета који се љуспа и осипа. На појединим споменицима присутни су трагови првобитне полихромије.